# Damaso Bianchi

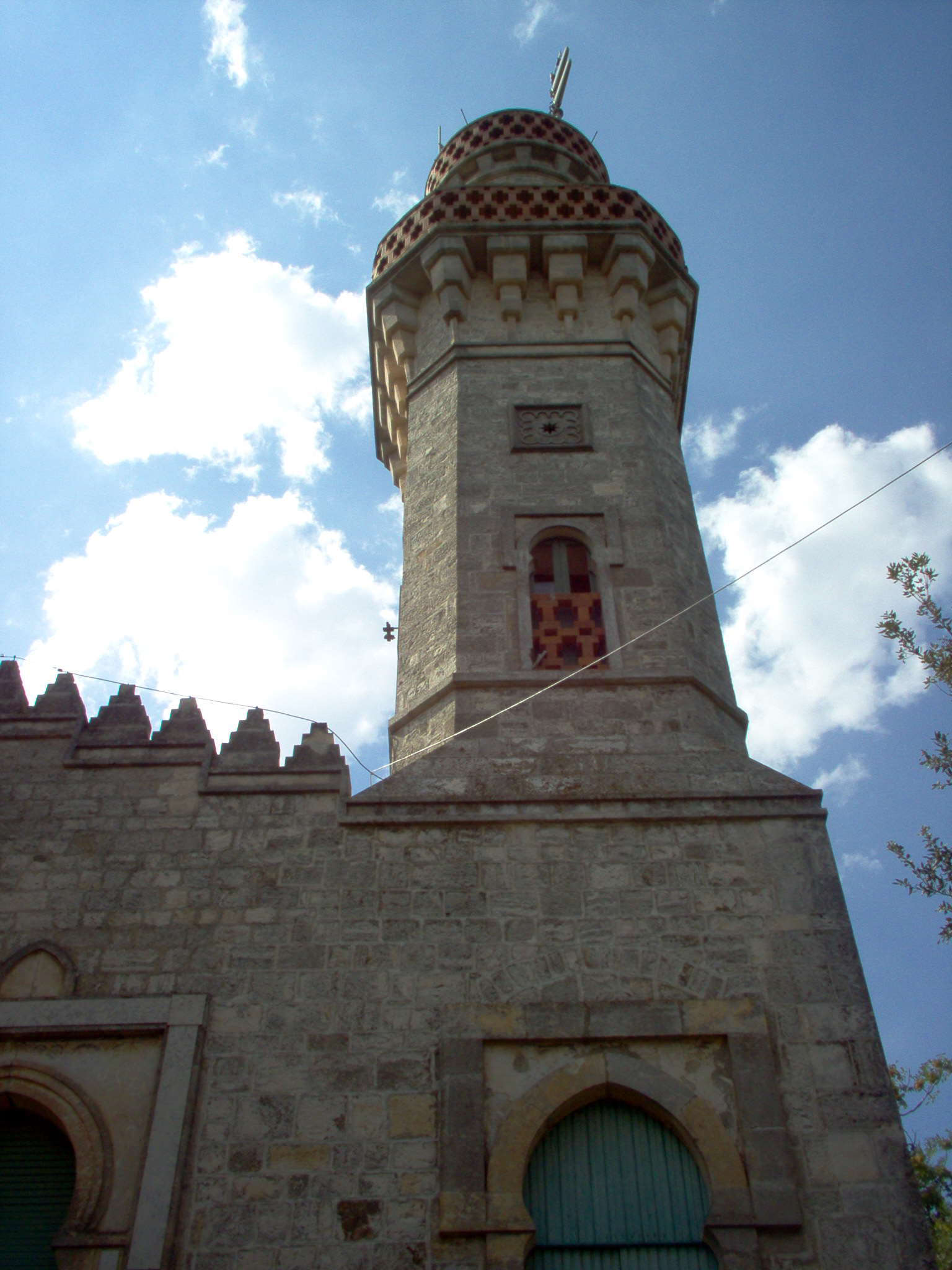
Il minareto di Fasano

Damaso Bianchi (Bari, 31 ottobre 1861 – Bari, 12 febbraio 1935) fu un artista-architetto e nobiluomo fasanese.

## Biografia
Nato a Bari da famiglia fasanese, si laureò in economia e commercio e intraprese la carriera bancaria presso la succursale della Banca d'Italia a Bari.
Collaboratore del giornale di satira locale Fra Melitone, per il quale disegnò alcune caricature di personaggi del tempo, abbandonò tutto per trasferirsi a studiare Roma, presso l'Accademia delle Belle Arti, dove si diplomò con successo.
Tornò nella sua città e si inserì nel dibattito artistico-culturale del tempo, ricevendo riconoscimenti per la propria autorità e cultura, nonché opponendosi duramente alla distruzione della Città Vecchia di Bari.
Negli stessi anni, per incontrare un suo fratello, compì un viaggio in Tunisia, chiamato da lui stesso "viaggio d'Oriente", che cambiò la sua vita e la sua vena artistica.
Nel 1915 ritornò nella sua terra e avviò la costruzione di un Minareto nel punto più alto della Selva di Fasano, in perfetto stile orientale, facendo giungere manodopera e materiale direttamente dalla Tunisia. Questa villa singolare, nei pressi della zona dei trulli, diventò ben presto il suo centro culturale, dove incontrò, ormai vedovo, la giovane artista e pianista Benedetta Tangari, che lo sposò nonostante la notevole differenza d'età.
Proprio nel suo Minareto di Fasano scoprì i legami della sua terra con la cultura orientale: i trulli, i tappeti fasanesi e le bisacce (sacchi contenenti prodotti agricoli).
La sua cultura ebbe una vocazione nomade rintracciabile nella sua pittura, che lo rese noto in tutto il territorio. 
Molte opere orientalistiche che descrivono il "Viaggio d'Oriente" sono andate perdute.
Morì sulla strada che da Bari lo conduceva al “Minareto”.
La moglie donò i quadri in suo possesso alla città di Bari per la nascente Pinacoteca Provinciale, fortemente desiderata e sostenuta da Damaso Bianchi.